# 奧普蒂馬斯鎮區 (阿肯色州斯通縣)
奧普蒂馬斯鎮區（英語：Optimus Township）是位於美國阿肯色州斯通縣的一個行政鎮區。

## 地方資料
奧普蒂馬斯鎮區的面積為121.70平方千米，當中陸地面積為119.32平方千米，而水域面積為2.38平方千米。根據2010年美國人口普查的數據，當地共有人口201人，而人口密度為每平方千米1.65人。